# Antonio Mingote

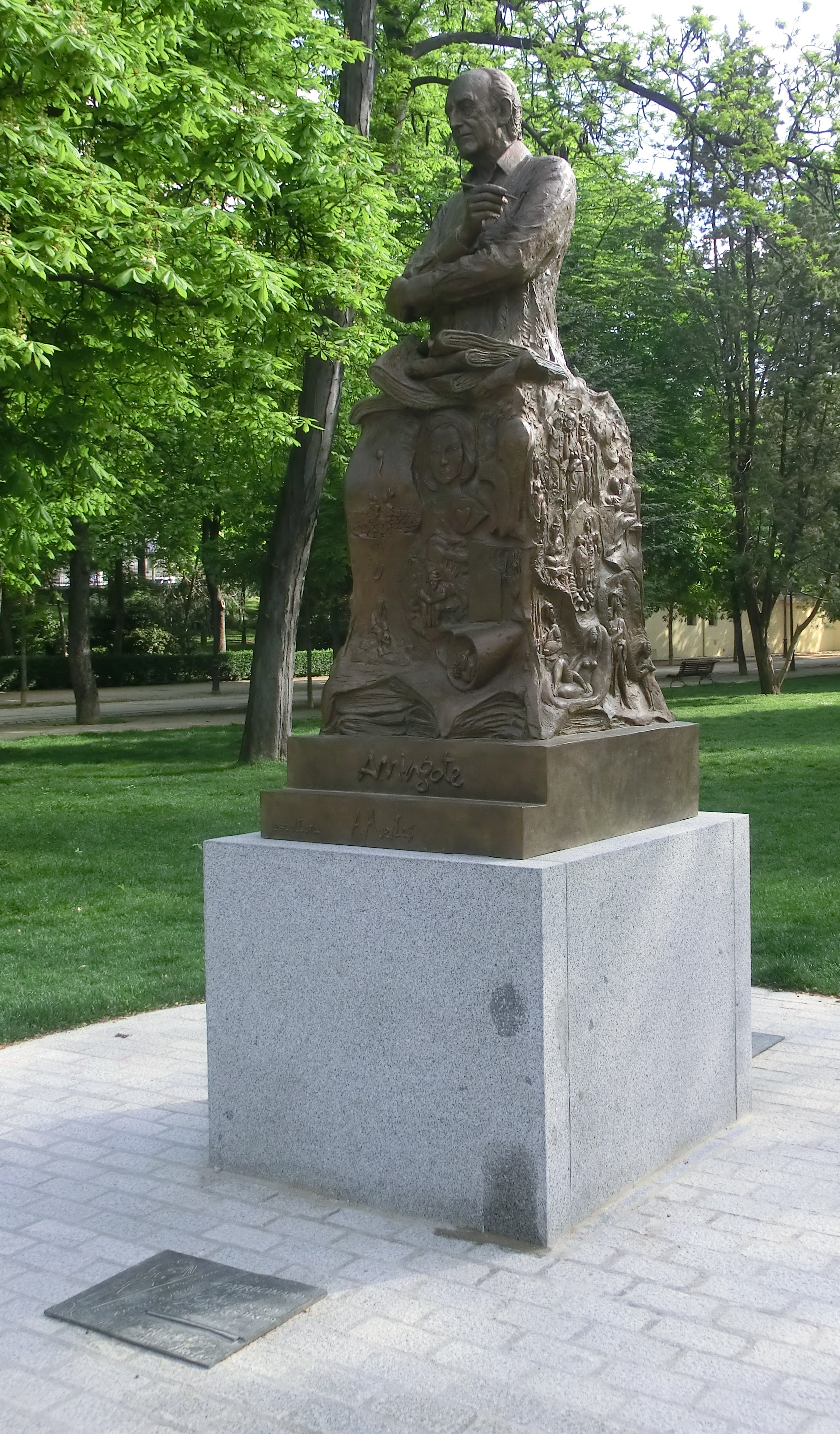
Denkmal für Antonio Mingote im Retiro-Park in Madrid (Skulptur von A. Huertas)

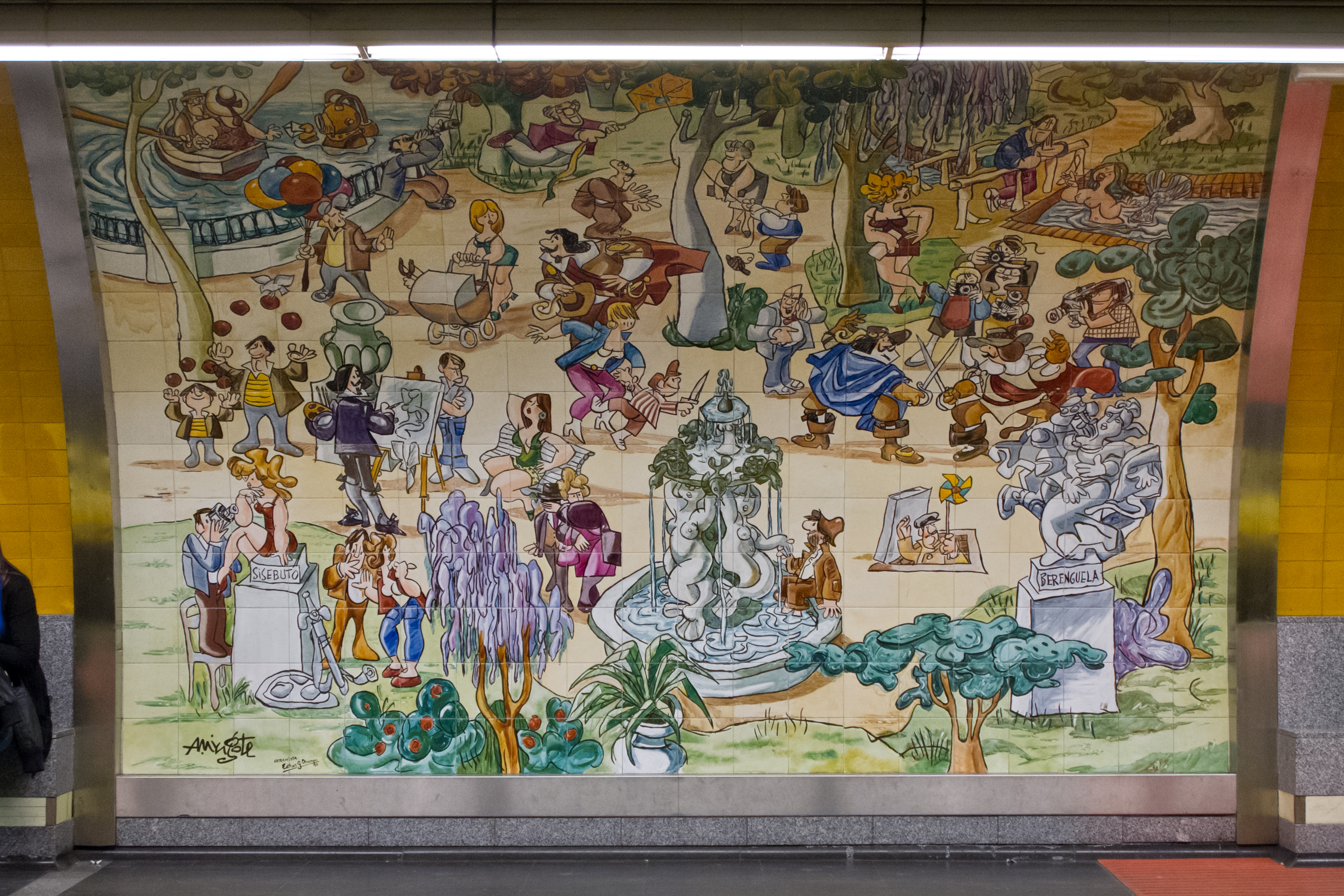
Wandbild in der Station Retiro entworfen von Antonio Mingote in Metro Madrid.

Ángel Antonio Mingote Barrachina (* 17. Januar 1919 in Sitges, Provinz Barcelona; † 3. April 2012 in Madrid) war ein spanischer Zeichner, Autor, Mitglied der Real Academia Española und Schriftsteller.

## Leben
Mingote besuchte die Universität Saragossa, jedoch ohne einen Abschluss zu erlangen. Ab 1946 zeichnete er Grafiken für das Humorblatt La Codorniz. Er schrieb einen Roman und komponierte eine Revue, welche auch aufgeführt wurde. 1953 kam er zur Tageszeitung ABC, für die er täglich einen Cartoon mit Spanien-Bezug zeichnete. Dieser Arbeit blieb er bis zu seinem Lebensende treu und er fertigte insgesamt etwa 25 Tausend Zeichnungen. Die humoristischen und oft auch melancholisch stimmende Bilder wurden in zahlreichen Sammelbänden nachgedruckt.
In den 1970er Jahren wirkte er an den Drehbüchern von komödiantischen Fernsehfilmen und Serien mit. 1987 wurde er Mitglied der Real Academia Española und bekleidete dort einen Lehrstuhl. 1991 erschien sein zweiter Roman Adelita en su desván.
Er starb 2012 an Leberkrebs.

## Preise und Auszeichnungen
- 1961. Cruz de Caballero de la Orden de Isabel la Católica
- 1967. Premio Mingote
- 1976. Premio Ondas
- 1979. Premio Juan Palomo, Larra y Víctor de la Serna
- 1980. Premio Nacional de Periodismo
- 1988. Premio iberoamericano de humor gráfico "Quevedos"
- 1988. Medalla de Oro al Mérito Artístico
- 1989. Premio Torre de marfil.
- 1989. Premio a la Transparencia (ANFEVI)
- 1995. Medalla de Oro del Ayuntamiento de Madrid
- 1996. Medalla de Oro al Mérito en el Trabajo
- 1997. Cruz de plata de la Guardia civil
- 1998. Cartero Honorario de España
- 1999. Pluma de oro de El Club de la Escritura
- 2001. Premio "Personalidad"
- 2002. Premio Luca de Tena
- 2005. Doctor Honoris Causa por la Universidad de Alcalá de Henares
- Premio Gato Perich
- Medalla de Oro de las Bellas Artes

## Einige Werke
- Historia de la gente
- Historia de Madrid
- Historia del traje
- Las palmeras de cartón
- Hombre solo
- Hombre atónito
- Historia del mus
- Mi primer Quijote
- Patriotas adosados
- El conde sisebuto